# Attlebridge
Attlebridge is een civil parish in het bestuurlijke gebied Broadland, in het Engelse graafschap Norfolk met 223 inwoners.